# 우행록: 어리석은 자의 기록
《우행록: 어리석은 자의 기록》(일본어: 愚行録, 영어: Traces of Sin)은 2017년 2월에 개봉한 일본의 미스터리, 드라마 영화이다. 이시카와 케이가 감독을, 무카이 코스케가 각본을 맡았다. 일본에서는 2017년 2월 18일에, 대한민국에서는 2019년 1월 17일에 개봉되었다.

## 줄거리
누구도 ‘거짓말’을 하지 않았다! 아무도 ‘진실’을 말하지 않았다! 일본 열도를 뒤흔든 살인 사건이 발생한 지 1년 후, 미궁에 빠진 사건의 진실을 찾고자 계속해서 취재하고 있는 기자 ‘다나카’(츠마부키 사토시). 그들의 주변 사람들을 취재하던 중 숨겨져 있던 진실을 마주하게 되는데! 하나 둘씩 모아지는 과거의 조각들 속에서 과연 누가 가해자이고, 누가 피해자인가?

## 출연진
- 츠마부키 사토시 - 다나카 역
- 미츠시마 히카리 - 미츠코 역
- 코이데 케이스케 - 타코우 역
- 우스다 아사미 - 미야무라 역
- 이치카와 유이 - 메구미 역
- 마츠모토 와카나 - 나츠하라 역
- 나카무라 토모야 - 오가타 역
- 마시마 히데카즈 - 와나타베 마사토 역
- 하마다 마리 - 타치바나 미사코 역
- 히라타 미츠루 - 스기타 시게오 역